# 狩野史長
狩野 史長（かのう ふみひさ、1985年6月24日 - ）は、NHK のアナウンサー。

## 人物
千葉県船橋市出身。立教大学卒業後、2008年に入局。
大学時代にはテレビ朝日アスクに通っていた。

## 嗜好・挿話
- 大阪を除き、太平洋側ではない地域に赴任し、大阪を含めて震災（『東日本大震災』・『鳥取県中部地震』・『大阪府北部地震』・『令和6年能登半島地震』）を経験している[5]。
- スイカには塩をかけない派である[6]。
- 好きな食べ物は寿司[7]。
- 趣味は筋トレ。
- ペットはウサギ。
- 初任地の青森放送局勤務時の2011年3月11日に東日本大震災を局内で経験し、上司からの指示で被災した八戸市へ中継車を走らせたが結局地震発生から6時間後（普段は2時間後）に到着し、暗い中から連日現地から中継リポートを伝えたと2023年3月に新潟市内で開催された防災講座で語っている。それ以降、防災・減災報道及び取材に携わっている[5]。

## 現在の担当番組
- NHKニュースおはよう日本（リポーター：2024年4月 - ）
- 日曜午前5時、午前6時台の定時ニュース（不定期）
  - 早朝担当の場合、NHKニュースおはよう日本のニュースリーダーを業務。

## 過去の担当番組
青森放送局時代　
- 青森県のニュース・中継・リポート
- NHKニュースおはよう青森
- NHKニュースあおもり645
- NHKニュースあおもり845
- あっぷるワイド（中継などを担当）

長崎放送局時代　　
- 長崎県のニュース・中継・リポート

鳥取放送局時代
- 鳥取県のニュース・中継・リポート
- いちおしNEWSとっとり（不定期、リポーター）
- いろ★ドリ（不定期・リポーター）
- 緊急報道（鳥取放送局発）

大阪放送局時代
- NHKニュースおはよう関西（キャスター：2019年4月1日 - 2021年3月26日）（牛田茉友と隔週で担当）
- ルソンの壺（キャスター：2020年5月 - 2021年3月21日）
- ニュース・気象情報（全国の定時ニュース）（午後2時：大阪局から放送した場合）
- 関西のニュース
- ニュース845～関西のニュースと気象情報～（不定期）
- ニュースほっと関西
  - ニュースリーダー
  - 二宮直輝のキャスター代行
- 防災ラジオ2018（2018年9月3日・ラジオ第1） - リポーター
- アイデア対決・全国高等専門学校ロボットコンテスト2018近畿地区大会（司会：2018年12月23日）
- インタビュー　ここから「山本篤」（2019年5月3日）
- あさイチ（2019年11月11日）
- 列島ニュース（2021年1月13日・15日）

新潟放送局時代
- 新潟ニュース610（キャスター：2021年3月29日 - 2024年3月22日）
- 首都圏ネットワーク（首都圏局制作）（フィールドキャスター：2022年9月1日・2日）（井上裕貴の夏休みで、フィールドキャスターの原大策がキャスター担当に伴う代役）（押尾駿吾の代理：2023年11月13日 - 17日）
- 金よう夜きらっと新潟
  - 「いのちと暮らしを守るために～最新報告 能登半島地震～」（キャスター：2024年1月12日）
- ローカルパートのニュース（12時・新潟ニュース845）（不定期）
- 緊急報道（新潟放送局発）

東京アナウンス室時代

## 同期のアナウンサー
※は地デジ大使。
- 魚住優※（中途採用）
- 片山千恵子※
- 寺門亜衣子
- 二宮直輝
- 小西政親（営業職からアナウンサー転身2004年入局）
- 早坂隆信
- 三輪秀香